# Lígia Filomena Coelho da Silva

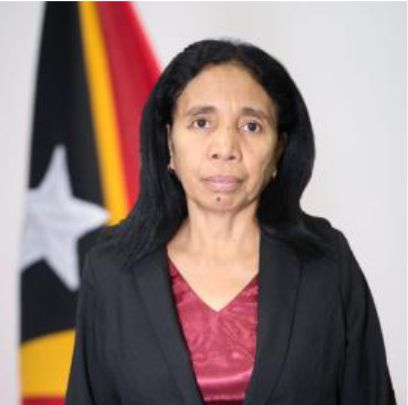
Lígia Filomena Coelho da Silva

Lígia Filomena Coelho da Silva (* 31. Dezember 1966 in Liquiçá, Portugiesisch-Timor) ist eine osttimoresische Politikerin. Sie ist Mitglied der Kmanek Haburas Unidade Nasional Timor Oan (KHUNTO).

## Werdegang
Silva absolvierte ein Touristikstudium an der Universität Satya Gama in Jakarta.
Mehrfach kandidierte Silva erfolglos bei Parlamentswahlen: 2007 auf Platz 16 und 2012 auf Platz 25 der Wahlliste der Partido Socialista de Timor (PST) und 2017 auf Platz 9 der Liste der KHUNTO und bei den vorgezogenen Neuwahlen 2018 auf Listenplatz 42 der Aliança para Mudança e Progresso (AMP), der gemeinsamen Liste von CNRT, PLP und KHUNTO. Ende Juni rückte Silva aber für Abgeordnete der KHUNTO in das Parlament nach, die ihren Sitz für ein Regierungsamt verfassungsgemäß aufgeben mussten. Sie wurde Mitglied in den Kommissionen für Bildung, Gesundheit, soziale Sicherheit und Gleichstellung der Geschlechter (Kommission F) und für Bildung, Jugend, Kultur und Bürgerrechte (Kommission G).
Da António Verdial de Sousa jedoch die Ernennung zum Regierungsmitglied durch Staatspräsident Francisco Guterres verweigert wurde und Sousa daraufhin in das Parlament zurückkehrte, musste Silva ihren Platz wieder räumen. Bei den Parlamentswahlen 2023 trat Silva nicht an.

## Sonstiges
Lígia Filomena Coelho da Silva ist die Tochter von Adelino da Silva aus Ossu und Zulmira Celestina Faria Coelho und die Schwester des PST-Vorsitzenden Avelino Coelho da Silva und des Diplomaten und Politikers Hernâni Coelho (FRETILIN). Die drei haben noch sechs weitere Geschwister.